# 올림피아코스 BC
올림피아코스 BC(Olympiacos B.C.)는 그리스 피레아스를 연고로 하는 프로농구단이다.

## 같이 보기
- 올림피아코스 CFP
- 올림피아코스 FC